# Battaglia di Diu
La Battaglia di Diu fu una battaglia navale combattuta il 3 febbraio 1509 nel Mar Arabico, nel porto di Diu, in India, tra l'Impero portoghese e una flotta congiunta del Sultanato del Gujarat, del Sultanato mammelucco d'Egitto, dello Zamorin di Calicut con l'appoggio della Repubblica di Venezia.
La vittoria portoghese fu determinante: la sconfitta della grande alleanza musulmana consentì ai portoghesi di prendere il controllo dell'Oceano Indiano e di aggirare la tradizionale rotta delle spezie controllata dagli Arabi e dai Veneziani attraverso il Mar Rosso e il Golfo Persico. Dopo la battaglia, il Portogallo riuscì rapidamente a conquistare porti chiave nell'Oceano Indiano come Goa, Ceylon, Malacca e Hormuz, paralizzando il Sultanato mamelucco e il Sultanato di Gujarat, incrementando notevolmente la crescita dell'Impero portoghese e dando inizio al monopolio portoghese sulle rotte commerciali verso l'India, che sarebbe durato fino alla Battaglia di Suvali, avvenuta durante la Guerra Olandese-Portoghese, più di cento anni dopo (1612).
La battaglia di Diu segna l'inizio del dominio europeo sui mari asiatici che si sarebbe protratto fino alla seconda guerra mondiale.

## Antefatto
Appena due anni dopo che Vasco da Gama raggiunse l'India via mare, i portoghesi si resero conto che la prospettiva di sviluppare un commercio come quello che avevano praticato nell'Africa occidentale era diventata impossibile, a causa dell'opposizione delle élite mercantili musulmane nella costa occidentale dell'India che incitava ad attacchi contro le feitoria, le navi e gli agenti portoghesi, sabotando gli sforzi diplomatici portoghesi e portando al c.d. "Massacro di Calicut" nel 1500.
Così, i portoghesi firmarono un'alleanza non con lo Zamorin di Calicut, signore della costa del Malabar, ma con uno dei suoi vassalli riottosi, il Raja di Kochi che li invitò a stabilire un quartier generale presso la sua città. Lo Zamorin invase Kochi come rappresaglia ma i portoghesi furono in grado di devastare le terre e paralizzare il commercio di Calicut, all'epoca il principale esportatore di spezie verso l'Europa passando per il Medioriente attraverso il Mar Rosso. Nel dicembre 1504, i portoghesi distrussero la flotta mercantile annuale dello Zamorin diretta in Egitto, carica di spezie.
Quando re Manuele I del Portogallo, sovrano tradizionalista, addirittura "medievale" nella sua ansia di diffondere la religione e promuovere la "guerra santa", ricevette notizie di questi sviluppi, decise di nominare Dom Francisco de Almeida primo viceré dell'India con ordini espressi non solo limitati a salvaguardare le feitoria portoghesi ma anche a frenare le navi musulmane ostili. Almeida partì da Lisbona nel marzo 1505 con venti navi e suo figlio di 20 anni, Dom Lourenço, nominato "Ammiraglio del mare dell'India" (pt. Capitão-mor do mar da Índia).
L'intervento portoghese stava seriamente interrompendo il commercio musulmano nell'Oceano Indiano, minacciando anche gli interessi della Repubblica di Venezia, poiché i portoghesi riuscirono a scalzare i veneziani nel commercio delle spezie in Europa.
Incapaci di opporsi ai portoghesi, le comunità musulmane di commercianti in India e il sovrano di Calicut, chiesero aiuto contro i portoghesi ai Mamelucchi d'Egitto.

### I Mamelucchi d'Egitto

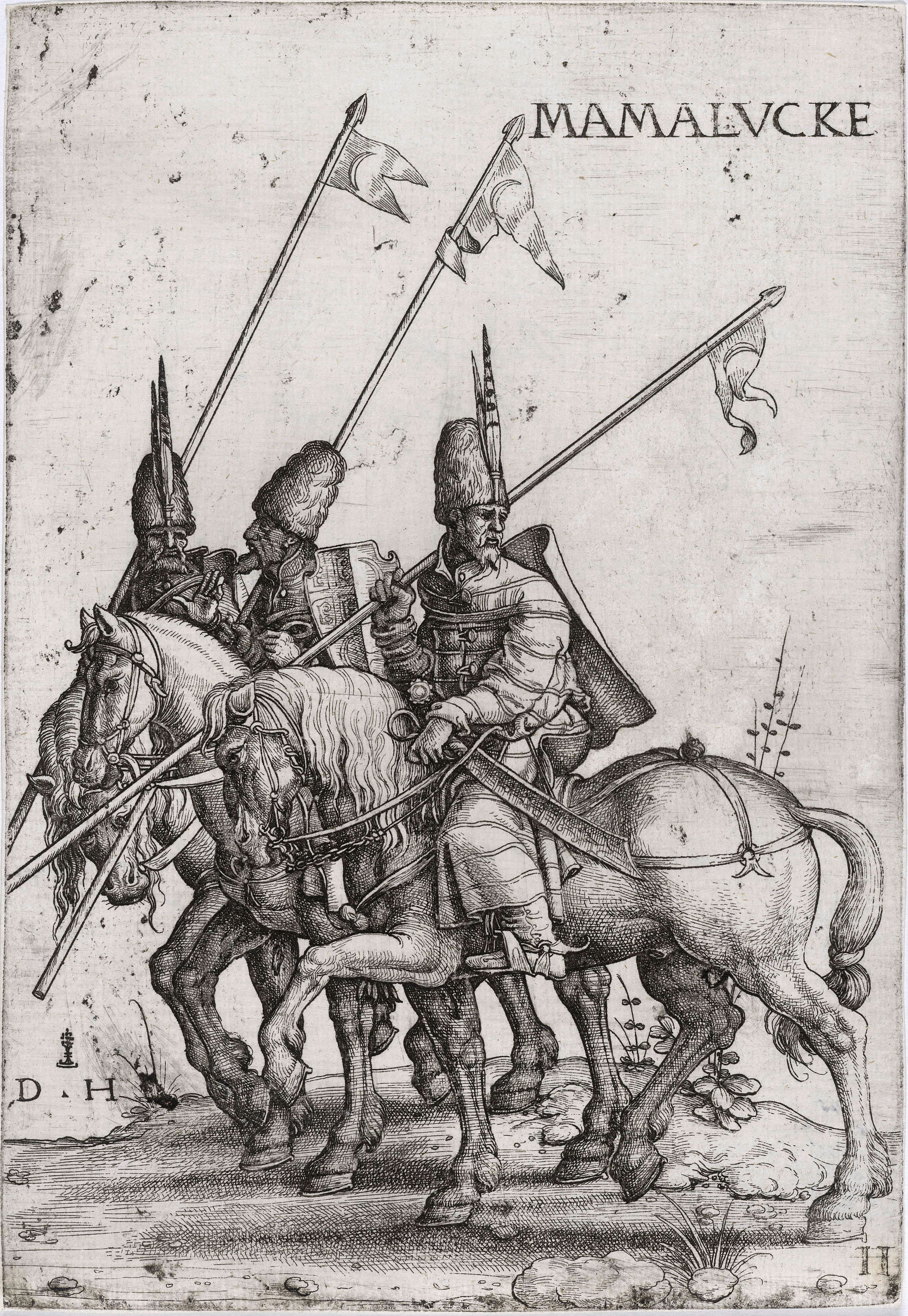
Lancieri mamelucchi del XVI secolo.

Il Sultanato mamelucco d'Egitto era, all'inizio del XVI secolo, il principale intermediario tra le regioni produttrici di spezie dell'India e gli acquirenti veneziani nel Mediterraneo, principalmente ad Alessandria, che poi vendevano le spezie in Europa con grande profitto. L'Egitto era per lo più una società agricola con pochi legami con il mare. Venezia ruppe le relazioni diplomatiche con il Portogallo e iniziò a cercare modi per contrastare il suo intervento nell'Oceano Indiano, inviando un ambasciatore alla corte mamelucca e suggerì di adottare "rimedi rapidi e segreti" contro i portoghesi.
I soldati mamelucchi avevano poca esperienza nella guerra navale, quindi il sultano mamelucco, Qansuh al-Ghuri (regno 1501-1516), richiese il sostegno veneziano, in cambio dell'abbassamento delle tariffe per facilitare la concorrenza con i portoghesi. Venezia fornì ai Mamelucchi caracche di tipo mediterraneo e galee da guerra guidate da marinai greci che i maestri d'ascia veneziani aiutarono a smontare ad Alessandria e rimontare a Suez. Le galee potevano montare cannoni a prua e a poppa ma non lungo le fiancate perché i cannoni avrebbero interferito con i rematori. Le navi indigene (dhow), con le loro assi di legno cucite, potevano trasportare solo cannoni molto leggeri.
Il comando della spedizione fu affidato a un mamelucco curdo, ex governatore di Gedda, Amir Hussain Al-Kurdi (Mirocem in portoghese). La spedizione (a cui i portoghesi fanno riferimento con il termine generico di "Rūmi") includeva non solo mamelucchi egiziani ma anche un gran numero di mercenari turchi, nubiani ed etiopi, nonché artiglieri veneziani. Quindi, la maggior parte dell'artiglieria della coalizione era composta da arcieri che i portoghesi potevano facilmente soverchiare.
La flotta lasciò Suez nel novembre 1505, forte di 1100 uomini. Gli fu ordinato di fortificare Gedda contro un possibile attacco portoghese e sedare le ribellioni intorno a Suakin e a la Mecca. Trascorsero la stagione dei monsoni sull'isola di Kamaran e sbarcarono ad Aden, sulla punta del Mar Rosso, dove furono coinvolti in costose politiche locali con l'emiro di Tahirid, prima di attraversare finalmente l'Oceano Indiano. Quindi solo nel settembre 1507 raggiunsero Diu, una città all'imbocco del Golfo di Khambhat, in un viaggio che avrebbe potuto richiedere anche solo un mese per essere completato a vele spiegate.

### Diu e Malik Ayyaz
All'epoca dell'arrivo dei portoghesi in India, i gujarati erano i principali commercianti a lunga distanza nell'Oceano Indiano e un intermediario essenziale nel commercio est-ovest, tra l'Egitto e Malacca, principalmente nel commercio di stoffe e spezie. Nel XV secolo, il sultano del Gujarat nominò Malik Ayyaz, un ex-arciere e schiavo di possibile origine georgiana o dalmata, come governatore di Diu. Sovrano astuto e pragmatico, Malik Ayyaz trasformò la città nel porto principale del Gujarat (noto ai portoghesi come Cambaia) e uno dei principali entrepôts tra l'India e il Golfo Persico, evitando l'ostilità portoghese perseguendo una politica di pacificazione e persino di allineamento – fino a quando Hussain ha inaspettatamente navigato in Diu.
Malik Ayyaz ricevette bene Hussain ma oltre allo Zamorin di Calicut, nessun altro sovrano del subcontinente indiano si mosse contro i portoghesi, a differenza di quanto avevano promesso gli inviati musulmani in Egitto. Lo stesso Ayyaz si rese conto che i portoghesi erano una formidabile forza navale che non voleva inimicarsi. Non poteva, tuttavia, respingere Hussain per paura di ritorsioni da parte del potente Sultano del Gujarat, oltre ovviamente alle forze di Hussain ora all'interno della città. Preso tra due fuochi, Ayyaz risolse di sostenere Hussain ma con cautela.

### La battaglia di Chaul
Nel marzo 1508, le flotte di Hussain e Ayyaz salparono verso sud e si scontrarono con le navi portoghesi in una battaglia navale di tre giorni all'interno del porto di Chaul. Il comandante portoghese era l'ammiraglio Lourenço de Almeida, incaricato di sovrintendere al carico delle navi mercantili alleate in quella città e di scortarle a Kochi.
Anche se i portoghesi furono colti alla sprovvista (le navi di Hussein, di tipo europeo, si pensava inizialmente appartenessero alla spedizione di Alfonso de Albuquerque, assegnata alla costa araba), la battaglia si concluse con una vittoria di Pirro per i musulmani, debilitate da troppe perdite per poter procedere verso il quartier generale portoghese a Kochi. Nonostante l'affondamento fortuito dell'ammiraglia portoghese, il resto della flotta riuscì a fuggire, mentre lo stesso Hussain sopravvisse a malapena allo scontro a causa dell'involontario impegno di Malik Ayyaz nella battaglia. Hussain non ebbe altra scelta che tornare a Diu con Malik Ayyaz e prepararsi per una rappresaglia portoghese. Hussain riportò di questa battaglia al Cairo come d'una grande vittoria, tuttavia, il Mirat Sikandari, un resoconto persiano contemporaneo del Regno di Gujarat, descrive questa battaglia come una scaramuccia minore.
Tra i morti portoghesi figurò anche l'ammiraglio Lourenço, figlio del viceré, il cui corpo non fu mai recuperato, nonostante gli sforzi di Malik Ayyaz per recuperarlo per conto del padre.

## Preparativi portoghesi

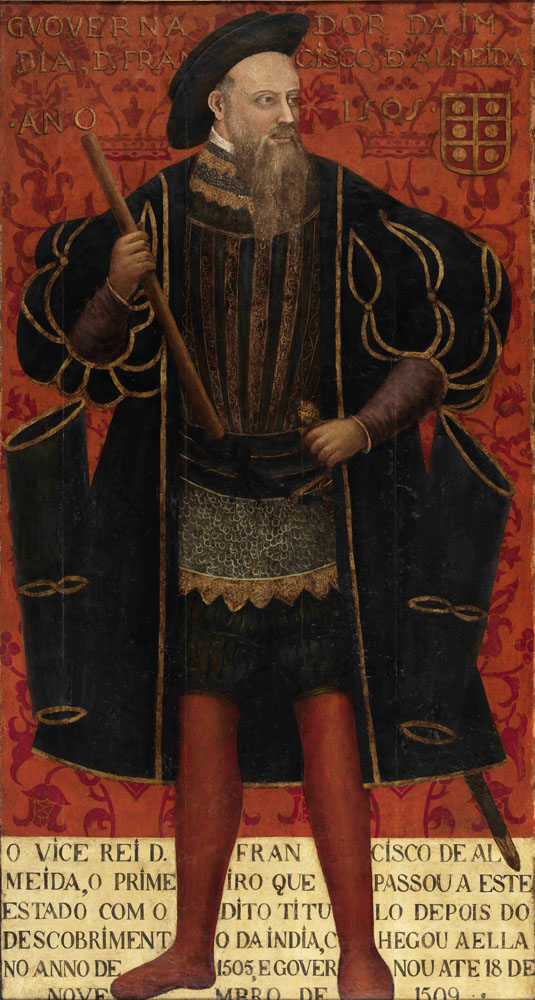
Dom Francisco de Almeida, primo viceré dell'India.

Dopo aver appreso a Kochi della morte del suo unico figlio, Dom Francisco de Almeida fu colpito al cuore: si ritirò nei suoi alloggi per tre giorni, rifiutando di vedere chiunque. La presenza d'una flotta mamelucca in India rappresentava una grave minaccia per i portoghesi ma il viceré ora cercava di vendicarsi personalmente per la morte di suo figlio per mano di Mirocem, presumibilmente avendo detto che "colui che ha mangiato il pulcino deve anche mangiare il gallo o pagare per ciò che ha fatto".
Il monsone si stava però avvicinando e con esso le tempeste che inibivano la navigazione nell'Oceano Indiano fino a settembre. Solo allora il viceré poteva richiamare tutte le navi portoghesi disponibili per le riparazioni in bacino di carenaggio e radunare le sue forze a Kochi.
Prima che Almeida potesse partire, però, il 6 dicembre 1508 Alfonso de Albuquerque arrivò a Cannanore dal Golfo Persico con l'ordine del re del Portogallo di sostituire Almeida come governatore. Dom Francisco aveva un risentimento personale contro Albuquerque, poiché quest'ultimo era stato assegnato alla costa araba appositamente per impedire alla navigazione musulmana di entrare o uscire dal Mar Rosso, cosa che non era riuscito ad impedire. Inoltre, l'intenzione di Almeida di distruggere personalmente la flotta musulmana che aveva ucciso suo figlio divenne una questione così personale che si rifiutò di consentire al suo successore designato di entrare in carica. In tal modo, il viceré si ribellò ufficialmente all'autorità reale e continuò a governare l'India portoghese per un altro anno.
Il 9 dicembre, la flotta portoghese partì per Diu.

## L'Armada da Índiasi muove
Da Kochi, i portoghesi passarono prima da Calicut, sperando di intercettare la flotta di Zamorin che era però già partita per Diu. La flotta si ancorò quindi a Baticala, per sedare una disputa tra il suo re e il corsaro indù alleato dei portoghesi, Timoji. A Honavar, i portoghesi si incontrarono con lo stesso Timoji che informò il viceré dei movimenti nemici. Mentre erano lì, le galee portoghesi distrussero una flotta di predoni dello Zamorin di Calicut.
Ad Angediva, la flotta si rifornì d'acqua dolce e Dom Francisco incontrò un inviato di Malik Ayyaz, sebbene i dettagli di tale appuntamento siano sconosciuti. Mentre erano lì, i portoghesi furono attaccati dalle navi della città di Dabul, senza essere provocati.

### La battaglia di Dabul

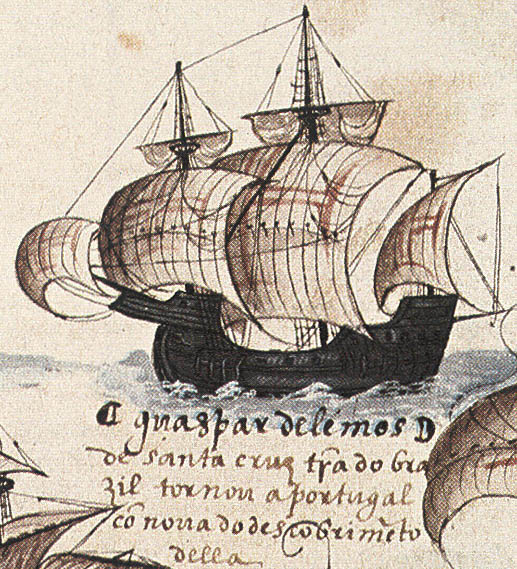
Nau.
Con i castelli di prua e di poppa integrati nello scafo e un pescaggio più profondo pensato per resistere a lunghi viaggi transoceanici, le cocche portoghesi erano alcune delle navi più adatte alla navigazione del loro tempo.

Da Angediva i portoghesi salparono per Dabul, importante città portuale fortificata del Sultanato di Bijapur. Il capitano della galea São Miguel, Paio de Sousa, decise di indagare il porto e di sbarcarvi ma gli fu tesa un'imboscata da una forza di circa 6 000 uomini e fu ucciso insieme ad altri portoghesi. Due giorni dopo, il viceré Almeida sbarcò le sue forze pesantemente armate e schiacciò la guarnigione di stanza sulla riva del fiume in un attacco a tenaglia anfibio. Dabul pagò a caro prezzo l'atto di provocazione, per ordine del viceré la città fu rasa al suolo, gli insediamenti lungo il fiume circostanti devastati, e quasi tutti i suoi abitanti uccisi, insieme al bestiame e persino ai cani randagi per rappresaglia.
Stando al cronista portoghese Fernão Lopes de Castanheda, il fato di Dabul originò la "maledizione" in uso lungo la costa occidentale dell'India "Possa la furia dei Franchi abbattersi su di te".
Almeida lasciò Dabul il 5 gennaio 1509.

### Chaul e Bombay

La croce dell'Ordine del Cristo, cui Dom Francisco apparteneva, garriva sulle vele e sulle bandiere della flotta portoghese.

Da Dabul, i portoghesi fecero scalo a Chaul, dove Dom Francisco ordinò al governatore della città di preparare un tributo da riscuotersi al suo ritorno da Diu. Spostandosi verso Mahim, vicino a Bombay, i portoghesi trovarono la città deserta.
A Bombay, Dom Francisco ricevette una lettera da Malikk Ayyaz. Senza dubbio consapevole del pericolo che correva la sua città, aveva scritto per placare il viceré, affermando che aveva prigionieri da scambiare ed elogiando il coraggio dimostrato da suo figlio a Chaul, aggiungendo una lettera dei prigionieri portoghesi in cui affermava che erano stati trattati bene. Il viceré rispose a Malik Ayyaz (indicato come Meliqueaz in portoghese) con una lettera rispettosa ma minacciosa, affermando la sua intenzione di vendicarsi e che avrebbero fatto meglio a radunare tutte le sue forze e prepararsi a combattere o lui avrebbe distrutto Diu:

### Difficoltà nello schieramento musulmano
Nei dieci mesi tra la battaglia di Chaul e quella di Diu, importanti sviluppi avvennero in campo musulmano.

Hussain colse l'occasione per carenare le sue navi e recuperò una caracca dispersa con un rinforzo di 300 uomini. Nonostante ciò, il rapporto tra Hussain e Ayyaz peggiorò, con Hussain ora chiaramente consapevole della doppiezza di Ayyaz che aveva preso in custodia i prigionieri portoghesi di Chaul che Hussain apparentemente intendeva "inviare al Cairo imbalsamati". Incapace di pagare il resto delle sue truppe, Hussain fu costretto a impegnare i propri pezzi di artiglieria allo stesso Ayyaz. Presumibilmente, solo la speranza di nuovi rinforzi o il timore della reazione del Sultano gl'impedivano di tornare in Egitto.
A questo punto, se Malik Ayyaz avesse assistito Amir Hussain, avrebbe rischiato la sua città e la sua vita. Se gli si fosse rivoltato, il Sultano avrebbe potuto chiedere la testa di Ayyaz. Se Hussain resisteva, rischiava l'annientamento e, se si fosse ritirato, rischiava di essere giustiziato dal Sultano d'Egitto. In questo contesto, Ayyaz e Hussain s'apprestavano ad affrontare le forze portoghesi.

## Ordine di battaglia

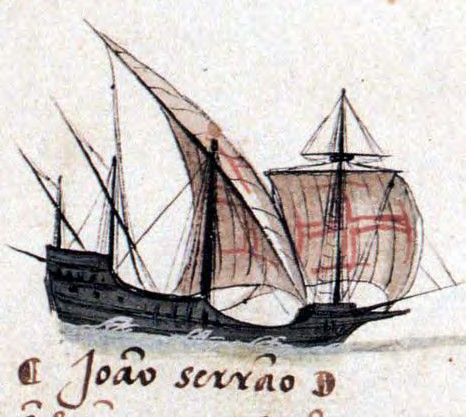
Prima dell'invenzione del galeone, la caravella a vela quadra fu il primo veliero dedicato alla guerra. Veniva solitamente impiegata come nave di rinforza nella scorta ai convogli mercantili.

### Flotta Mamelucco-Gujarat-Calicut
- 6 caracche mediterranee; 6 galeazze (comando generale di Amir Hussain)
- 4 caracche di Diu (Malik Ayyaz)
- 30 galee leggere di Diu (Sidi Ali)
- 70-150 navi da guerra di Calicut (Kunjali Marakkar)

### Flotta portoghese
- 5 grandi nau: Flor de la Mar (nave ammiraglia del viceré; capitano João da Nova; 400t), Espírito Santo (capitano Nuno Vaz Pereira; 300t; 120 uomini), Belém (Jorge de Melo Pereira; 120 uomini), Rei Grande (Francisco de Távora) e Taforea Grande (Pêro Barreto de Magalhaes)
- 4 nau più piccole: Taforea Pequena (Garcia de Sousa), Santo António (Martim Coelho), Rei Pequeno (Manuel Teles Barreto) e Andorinha (Dom António de Noronha)
- 4 caravelle a vela quadra: Flor da Rosa (António do Campo), Espera (Filipe Rodrigues), Conceição (Pero Cão), Santa Maria da Ajuda (Rui Soares)
- 2 caravelle: Santiago (Luís Preto), sconosciuto (Álvaro Pessanha)
- 2 galee: São Miguel (Diogo Pires), São Cristóvão (Paio Rodrigues de Sousa)
- 1 brigantino: Santo António (Simão Martins)

Questo elenco di capitani è riportato nelle Décadas di João de Barros.

## La battaglia

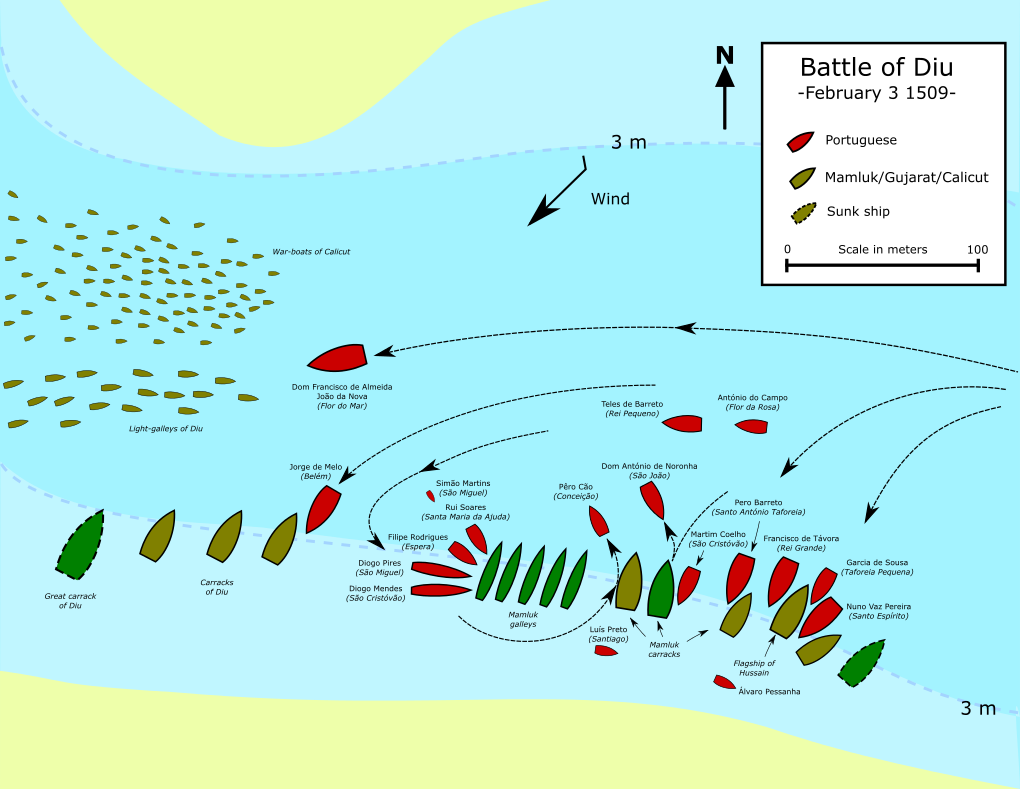
Battaglia di Diu (schema)
Parte delle forze portoghesi abborda le navi musulmane mentre l'ammiraglia Flor do Mar impedisce alle barche a remi nemiche di disimpegnarsi.

### L'arrivo sul campo di battaglia
Il 2 febbraio 1509, i portoghesi avvistarono Diu dall'alto delle loro coffe. Mentre il nemico si avvicinava, Malik Ayyaz si ritirò dalla città, lasciando il comando generale a Hussain. Ordinò alle navi a remi di uscire e molestare la flotta portoghese prima che avessero il tempo di riprendersi dal viaggio ma non passarono oltre la portata del cannone della fortezza. Al calar della notte la flotta musulmana si ritirò nel canale, mentre il viceré convocava tutti i suoi capitani per decidere la linea d'azione.
All'alba, i portoghesi videro che i musulmani avevano deciso di approfittare del porto di Diu protetto dal suo forte, agganciando le loro caracche e galee vicino alla riva e aspettando l'attacco portoghese, rinunciando così all'iniziativa. Le forze portoghesi si divisero in quattro: un gruppo per abbordare le caracche mamelucche dopo un bombardamento preliminare; uno per attaccare le galee mamelucche sul fianco; un "gruppo di bombardamento" di sostegno alla flotta; e l'Ammiraglia che si sarebbe posizionata fuori dallo scontro per dirigere le operazioni e sostenere la flotta con la sua notevole potenza di fuoco. Il brigantino Santo António avrebbe assicurato le comunicazioni.
La Santo António percorse quindi la flotta pronunciando il discorso del viceré, in cui dettagliava le ragioni per cui cercavano il nemico, e le ricompense da concedere in caso di vittoria: diritto al sacco, cavalierato a tutti i soldati, nobiltà ai cavalieri, i criminali banditi dal regno sarebbero stati graziati e gli schiavi avrebbero ricevuto la condizione di scudieri se fossero stati liberati entro un anno.

### Lo scontro
Quando il vento cambiò verso le 11:00, lo stendardo reale fu issato in cima al Flor do Mar e un singolo colpo fu sparato, segnalando l'inizio della battaglia. Al grido generale di «Santiago!» i portoghesi iniziarono il loro avvicinamento, con la galea São Miguel in testa alla formazione che sondava il canale. Un bombardamento generale tra le due forze precedette l'ingaggio. Nelle calme acque del porto di Diu, i portoghesi impiegarono una tattica di artiglieria innovativa: sparando direttamente sull'acqua, le palle di cannone rimbalzavano come sassi nel rimbalzello! Una bordata della Espírito Santo colpì così una delle navi nemiche sulla linea di galleggiamento, affondandola all'istante.
Quando le caracche entrarono in contatto, l'ammiraglia di Hussain fu afferrata dalla Espírito Santo. Quando i loro castelli di prua s'incrociarono, un gruppo di uomini guidati da Rui Pereira saltò sul castello di prua nemico e, prima che le navi fossero assicurate, i portoghesi avevano già fatto irruzione in metà nave. Prima che l'ammiraglia fosse conquistata, però, un'altra caracca mamelucca venne in suo aiuto, abbordando la Espírito Santo dal lato opposto. Hussain aveva ingrossato le sue forze con un gran numero di soldati gujarati, distribuiti sulle navi, e la fanteria portoghese pesantemente corazzata rischiò improvvisamente d'essere sopraffatta. Rui Pereira fu ucciso ma, in quel momento cruciale, la Rei Grande speronò il lato non ingaggiato dell'ammiraglia nemica, sbilanciando in favore dei portoghesi lo scontro.
Dalle coffe, gli arcieri etiopi e turchi dimostrarono il loro valore contro i portoghesi armati d'archibugio, mentre molti degli altri mercenari musulmani "fuggirono alla prima vista dei portoghesi".
Hussain si aspettava che i portoghesi impegnassero tutte le loro forze nell'abbordaggio, quindi tenne i navigli a remi più leggeri all'interno del canale, per attaccare i portoghesi da dietro quando avessero ingaggiato le caracche. Comprendendo lo stratagemma, João da Nova manovrò il Flor de la Mar per bloccare l'ingresso del canale e impedire alle navi a remi di uscire. La massa compatta delle barche a remi fornì un bersaglio ideale per i cannonieri portoghesi che misero fuori uso molte navi dell'avanguardia bloccando così il passaggio per quelle che arrivavano da tergo. Incapaci di sfondare, le barche dello Zamorin si voltarono dopo un breve scambio e si ritirarono a Calicut. Nel corso della battaglia, la Flor de la Mar sparò oltre 600 colpi.
Nel frattempo, il gruppo portoghese "veloce" di galee e caravelle abbardò il fianco delle galee nemiche ferme, i cui cannoni non erano in grado di rispondere. Un iniziale assalto portoghese fu respinto ma una salva portoghese mise alla deriva tre delle galee.
Lentamente ma inesorabilmente i portoghesi si assicurarono la maggior parte delle caracche, mezzo accecati dal fumo. L'ammiraglia di Hussain fu sopraffatta e molti musulmani iniziarono ad abbandonarla. Le galee di Hussain erano state nel frattempo annientate e le caravelle, di poco pescaggio, s'erano posizionate tra le navi nemiche e la costa, prendendo ad abbattere chiunque tentasse di nuotare verso riva.
Alla fine, rimase solo una singola nave: una grande caracca, più grande di qualsiasi altra nave nella battaglia, ancorata troppo vicino alla costa perché la maggior parte delle navi portoghesi con pescaggio profondo potesse raggiungerla. Il suo scafo rinforzato era immune al fuoco dei cannoni portoghesi e ci volle un continuo bombardamento da parte di tutta la flotta per affondarlo finalmente al tramonto, segnando così la fine della battaglia di Diu.

## Conseguenze
La battaglia si concluse con la vittoria dei portoghesi e la coalizione Gujarat-Mamelucco-Calicut quasi sconfitta. I Mamelucchi combatterono coraggiosamente fino alla fine ma non sapevano come contrastare una forza navale come non avevano mai visto prima. I portoghesi avevano navi moderne con equipaggio di marinai esperti, fanteria meglio equipaggiata - con armature a piastre, archibugi e un tipo di granata d'argilla piena di polvere da sparo - più cannoni e artiglieri più abili in un'arte che i Mamelucchi non potevano sperare di eguagliare.

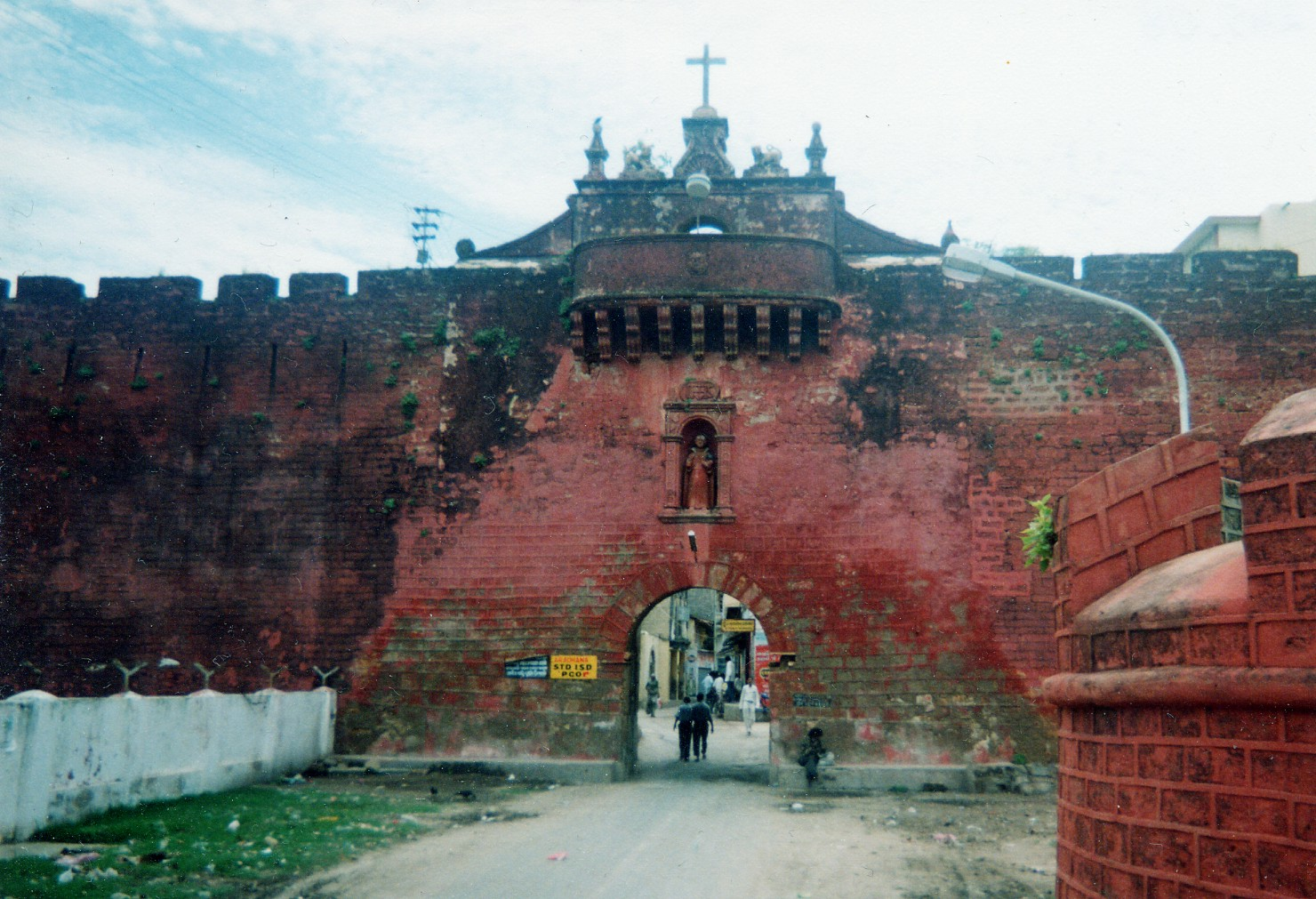
La fortezza di Diu, costruita nel 1535 dopo che un'alleanza difensiva fu stipulata tra il Portogallo e il sultano Bahadur Shah di Gujarat con il Trattato di Bassein (1534), contro i Moghul di Humayun mossosi per annettere l'isola contro la quale si erano inutilmente mossi i portoghesi nel 1521 e nel 1531.

Dopo la battaglia, Malik Ayyaz restituì i prigionieri di Chaul, ben vestiti e nutriti. Dom Francisco si rifiutò di rilevare Diu, sostenendo che sarebbe stato costoso mantenerla, ma firmò un accordo commerciale con Ayyaz e aprì una feitoria in città. I portoghesi avrebbero in seguito insistito ardentemente per la costruzione di una fortezza a Diu ma Malik lo impedì finché fu il governatore della città.

Il bottino della battaglia comprendeva tre galee, tre caracche, 600 pezzi di artiglieria in bronzo e tre bandiere reali del Sultano mamelucco del Cairo che furono inviate in Portogallo per essere esposte nel Convento dell'Ordine di Cristo (Tomar), sede dell'Ordine del Cristo cui appartenevano sia Almeida sia re Manuele. Il viceré estorse ai mercanti di Diu, finanziatori della flotta musulmana, un tributo di 300 000 xerafins d'oro, di cui 100 000 distribuiti tra le truppe e 10 000 donati all'ospedale di Kochi.

Il trattamento dei prigionieri mamelucchi da parte dei portoghesi, tuttavia, fu brutale. Il viceré ordinò che la maggior parte di loro fossero impiccati, bruciati vivi o fatti a pezzi, legati alle bocche dei cannoni, come rappresaglia per la morte del figlio. 
Commentando all'indomani della battaglia, Almeida riferì al re Manuel: "Finché sarai potente in mare, manterrai l'India come tua; e se non possiedi questo potere, poco ti servirà una fortezza sulla riva."
Dopo aver ceduto il posto di viceré ad Alfonso de Albuquerque, Almeida partì per il Portogallo nel novembre 1509. Fu ucciso in dicembre, in una scaramuccia contro la tribù Khoikhoi vicino al Capo di Buona Speranza (v.si Battaglia del Fiume Salato), insieme ad altri 70 portoghesi. Il suo corpo fu seppellito sulla spiaggia.

Hussain sopravvisse alla battaglia e riuscì a fuggire da Diu insieme ad altri 22 mamelucchi a cavallo. Tornò al Cairo, e diversi anni dopo fu incaricato di un'altra flotta con 3 000 uomini da inviare contro i portoghesi ma fu assassinato sul Mar Rosso dal suo secondo in comando, il turco Selman Reis, futuro ammiraglio della flotta ottomano. Il Sultanato mamelucco d'Egitto sarebbe crollato a causa di un'invasione ottomana poco dopo (v.si Battaglia di al-Raydaniyya).

Di tutti i principali partecipanti alla battaglia di Diu, Malik Ayyaz fu l'unico a non morire di morte violenta: si spense ricco e potente nel 1522.

### Lascito
La battaglia di Diu è considerata una delle battaglie più importanti della storia, poiché segnò l'inizio del dominio europeo sull'Oceano Indiano. L'autore William Weir nel suo libro 50 Battles That Changed the World, classifica questa battaglia come la sesta più importante della storia, in coda alla Battaglia di Maratona, alla Rivolta di Nika, alla Battaglia di Bunker Hill, alla Battaglia di Gaugamela e alla Battaglia di Hattin. "Quando iniziò il XV secolo, l'Islam sembrava pronto a dominare il mondo. Quella prospettiva affondò nell'Oceano Indiano al largo di Diu". Lo storico Rainer Daehnhardt afferma che questa battaglia è paragonabile solo alle battaglie di battaglia di Lepanto e battaglia di Trafalgar in termini d'importanza e lascito. Secondo lo studioso Michael Adas, questa battaglia "stabilì la superiorità navale europea nell'Oceano Indiano per i secoli a venire".

### Esplicative
1. ↑  La decisione d'istituire un Viceré delle Indie che sovrintendesse tutti gli stabilimenti portoghesi nell'Oceano Indiano era stata concepita dalla Corona del Portogallo già nel 1503 e rappresentava una delle vittoria del "Partito medievalista" di Corte, guidato da Duarte Galvão. Annunciò infatti che i portoghesi non si sarebbero più contentati di commerciare spezie ma che avrebbero stabilito uno stato cristiano orientale per diffondere la religione, stringere alleanze e guidare la guerra santa al "fianco orientale" dell'Islam. Nella visione di re Manuele I del Portogallo e Galvão, l'offensiva cristiana su due fronti avrebbe potuto convergere sulla Terra santa e, non a caso, contestualmente il re riprese le spedizioni lusitane contro il Marocco (Agadir, Mogador,ecc.) e cioè il "fianco occidentale" dell'Islam.

### Bibliografiche
1. 1 2 3 4 5 6  Pissarra 2002, pp. 96-97.
2. 1 2  (EN) William Logan, Malabar manual, su Books.Google.com,  p. 316.
3. ↑  Crowley 2015, p. 228.
4. ↑  (EN) Rogers CJ, Readings on the Military Transformation of Early Modern Europe, San Francisco, Westview Press, 1995,  pp. 299-333.
5. 1 2  Monteiro 2011, p. 273.
6. ↑  Monteiro 2011, pp. 153-155.
7. ↑  Monteiro 2011, pp. 200-206.
8. ↑  Subrahmanyam 1997, p. 55.
9. ↑  Pissarra 2002, p. 25.
10. ↑  Monteiro 2011, p. 207.
11. 1 2 3  Pissarra 2002, p. 26.
12. 1 2  Diffie 1977, pp. 230-231.
13. ↑  (EN) Ozbaran S, Ottomans as 'Rumes' in Portuguese sources in the sixteenth century, in Portuguese Studies Annual, 2001.
14. ↑  Brummett 1994, pp. 22, 35 e 171.
15. ↑  (EN) Porter VA, The history and monuments of the Tahirid dynasty of the Yemen 858-923/1454-1517 (Tesi), Durham University, 1992,  p. 100.
16. ↑  Pissarra 2002, p. 27.
17. ↑  Pissarra 2002, pp. 32-33.
18. ↑  Pissarra 2002, pp. 33-35.
19. ↑  Pissarra 2002, p. 61.
20. ↑  (EN) Bayley EC, The Local Muhammadan Dynasties: Gujarat, Londra, 1886,  p. 222.
21. ↑  Barros, II.II.8.
22. ↑  Barros, Dec. II, Lib. II, cap. IX.
23. 1 2  Pissarra 2002, p. 68.
24. ↑  Pissarra 2002, p. 66.
25. 1 2  Pissarra 2002, p. 70.
26. ↑  Pissarra 2002, p. 71.
27. ↑  Barros, II.III.4.
28. ↑  "Dõde antre os indios naceo aquela maldição que dizem a ira dos frangues venha sobre ti", in Castanheda, p. 312.
29. 1 2 3  Pissarra 2002, p. 93.
30. 1 2  Pissarra 2002, p. 74.
31. ↑  (EN) Pearson MN, Merchants and rulers in Gujarat: the response to the Portuguese in the sixteenth century, University of California Press, 1976,  p. 70, ISBN 0-520-02809-0.
32. ↑  Barros, Dec. II, Lib. III, cap. 3.
33. ↑  Pissarra 2002, p. 76.
34. ↑  Pissarra 2002, pp. 77-78.
35. 1 2  Pissarra 2002, p. 80.
36. ↑  Pissarra 2002, p. 81.
37. 1 2  Pissarra 2002, pp. 84-85.
38. ↑  Pissarra 2002, p. 88.
39. ↑  Pissarra 2002, pp. 89-92.
40. 1 2  Pissarra 2002, p. 92.
41. ↑  Monteiro 2011, p. 272.
42. ↑  (EN) Ghosh A, The Iman and the Indian: Prose Pieces, Nuova Delhi, Orient Longman, 2002,  p. 107, ISBN 81-7530-047-7.
43. ↑  Pissarra 2002, p. 57.
44. 1 2  (EN) Weir W, 50 Battles That Changed the World: The Conflicts That Most Influenced the Course of History: Easyread Large Bold Edition, ReadHowYouWant.com, 2009, ISBN 9781442976443.
45. ↑  (PT) Daehnhardt R, Homens, Espadas e Tomates, Zéfiro — Edições, Actividades Culturais, Unipessoal Lda, 2005,  p. 34.
46. ↑  (EN) Adas M, Islamic & European Expansion: The Forging of a Global Order, Temple University Press, 1993, ISBN 9781566390682.

### Fonti
- (PT) Albuquerque L de (a cura di), Memória das Armadas que de Portugal passaram à Índia [...], facsimile celebrativo, Lisbona, Academia das Ciências, 1979  [1568].
- (PT) António de Ataíde, Codex Add. 20902, in Relação das Náos e Armadas da India com os Sucessos dellas que se puderam Saber, para Noticia e Instrucção dos Curiozos, e Amantes da Historia da India. ed. in (PT) Maldonado MH (a cura di), Relação das Náos e Armadas da India com os Sucessos dellas que se puderam Saber, para Noticia e Instrucção dos Curiozos, e Amantes da Historia da India, Biblioteca Geral da Universidade de Coimbra, 1985.
- (PT) Duarte Barbosa, O Livro de Duarte Barbosa, traduzione di Dames ML, rist., Nuova Delhi, Asian Education Services, 2005  [1518].
- (PT) João de Barros, Décadas da Ásia: Dos feitos, que os Portuguezes fizeram no descubrimento, e conquista, dos mares, e terras do Oriente, 1552-1559.
- (PT) Luís de Camões, I Lusiadi, 1571.
- (PT) Fernão Lopes de Castanheda, História do descobrimento e conquista da Índia pelos portugueses, 1833  [1551-1560].
- (PT) Gaspar Correia, Lendas da Índia, Lisbona, Academia Real das Sciencias, 1858-64  [1550].
- (PT) Damião de Góis, Crónica do Felicissimo Rei D. Manuel, 1566–67.
- (LA) Girolamo Osorio, De rebus Emmanuelis, traduzione di Gibbs J, Londra, Millar, 1752  [1586].

### Studi
- (EN) Brummett P, Ottoman Seapower and Levantine Diplomacy in the Age of Discovery, New York, SUNY Press, 1994, ISBN 0-7914-1701-8.
- (EN) Crowley R, Conquerors: How Portugal Forged the First Global Empire, 2015.
- (EN) Diffie B, Foundations of the Portuguese Empire, 1415–1580, University of Minnesota Press, 1977, ISBN 0-8166-0782-6.
- (EN) Kerr R, General History and Collection of Voyages and Travels, arranged in a systematic order, Project Gutenberg at University of Columbia, 1881.
- (EN) Kuzhippalli-Skaria M, Portuguese and the Sultanate of Gujarat, 1500-1573, Nuova Delhi, Mittal Publishers & Distr., 1986.
- (EN) Monteiro S, Portuguese Sea Battles Volume I – The First World Sea Power, Lisbona, Editora Sá da Costa, 2011.
- (PT) José Pissarra, Chaul e Diu, 1508 e 1509: O Domínio do Índico, Lisbona, Tribuna da História, 2002.
- (EN) Subrahmanyam S, The Career and Legend of Vasco da Gama, Cambridge University Press, 1997.
- (EN) Subrahmanyan S, The Portuguese Empire in Asia, 1500-1700 - A Political and Economic History, Londra, Longmans, 1993, ISBN 0-582-05068-5.